# Romulus Cândea
Romulus Cândea (n. 7/19 octombrie 1886, Avrig, Sibiu, Austro-Ungaria – d. 19 ianuarie 1973, Avrig, Sibiu, România) a fost un istoric român, membru corespondent al Academiei Române.

## Studii
- Liceul evanghelic german din Sibiu (1897-1905)
- Facultatea de Teologie din Cernăuți (1905-1909)
- Doctoratul „sub auspiciis imperatoris” la Facultatea de Teologie din Cernăuți (1909 - 1912)
- Doctor în Filosofie și magistru al Artelor frumoase la Facultatea de Istorie și Filosofie a Universității din Leipzig

## Activitate
- Profesor de Istorie bisericească și discipline pedagogice la Institutul de teologie pedagogică din Sibiu (1915-1919)
- Profesor de Istorie bisericească universală la Facultatea de Teologie din Cernăuți (1919-1922)
- Titular al catedrei de istorie universală medie, modernă și contemporană de la Facultatea de Litere și Filosofie din Cernăuți (1922 - 1940)
- Profesor de Istorie universală la Facultatea de Litere și Filosofie a Universității din Cluj (1940 - 1947, între 1940 și 1945 refugiată la Sibiu).

A fost Decan al Facultății de Litere și Filosofie din Cernăuți între anii 1923-1924, apoi Rector al Universității din Cernăuți între anii 1925 - 1926.
Romulus Cândea a fost membru corespondent al Academiei Române din 1929, membru laic în Adunarea eparhială a Arhiepiscopiei Cernăuților și în Congresul Național Bisericesc, deputat și senator din partea Universității din Cernăuți.
Romulus Cândea a fost un membru fondator al Institutului de istorie și limbă al Universității din Cernăuți.
Acesta s-a specializat pe istoria bisericească realizând studii asupra catolicismului în Moldova în secolul al XVI-lea, despre situația bisericii românești din Transilvania în contextul Primului Război Mondial. Pe lângă acestea, istoricul a realizat biografiile unor personalități importante din istoria României precum Alexandru Hurmuzachi, Vladimir Repta, Andrei Șaguna, Miron Cristea, etc.

## Lucrări
- Românii și rutenii în Biserica greco ortodoxă din Bucovina, în RT, an.III, 1909, nr.2, p. 87-94; nr.3, p. 157-165; nr.4, p. 214-221; nr.5, p. 260-267
- Der Katholizimus in den Donaufürstentumern, in  Beitrage zur Kultur und Universalgeschichte, begründet von K. Lamprecht.... Leipzig, 1917
- Catolicismul în Moldova în secolul al XVII-lea, în „Anuarul XXXIII al Institutului teologic-pedagogic din Sibiu pe anul 1916-1917”, p. 3-66 (și extras Sibiu, 1917, 68 p.)
- Concordate. Un capitol de istorie politică, Cernăuți, 1921, 128 p.
- Andrei Șaguna, în "Candela", an.XXXIV, 1923, nr.5, p. 177-188 (și extras)
- Mitropolitul Vladimir Repta, în "Candela", an.XXXV, 1924, nr.11-12, p. 437-460 (și extras 24 p.)
- Patriarhul Miron Cristea, în "Candela", an.XXXVI, 1925, nr.3-7, p. 73-93 (și extras)
- Biserică și Stat. Cu prilejul înființării Patriarhiei Române, în "Candela", an.XXXVI, 1925, nr.8-10, p. 386-404 (și extras, cu subtitlul: Câteva considerații istorice și principiale, 24 p.)
- Liste de patriarhi alexandrini, în "Candela", an.XXXVII, nr.10-11, p. 139-147 (și extras, 111 p.)
- Arhimandritul Clememt Constantin Popovici, în "Candela", an.XXXVII, 1926, nr.10-11, p. 225-231 (și extras, 9 p.)
- Biserica ardeleană în anii 1916-1918, în "Candela", an.XXXVII, 1926, nr.10-11, p. 232-275 (și extras, 47 p.)
- Un creștin și un român: preotul Constantin Morariu, Cernăuți, 1928, 14 p.
- Unirea românilor, o necesitate istorică, Cernăuți, 1932, 10 p.
- „Arborensii”, trădători austrieci și naționaliști români, Cernăuți, 1937, 48 p.
- Un luptător bucovinean: Alecu Hurmuzachi, TR, an.LXXIX, 1941, nr. 36, 38, 39 și 41 (și extras, Sibiu, 1941, 23 p.)
- Introducere în studiile istorice, în „Transilvania”, an.LXXIII, 1942, nr.9, p. 671-679 (și extras, 9 p.)
- L‘assaut des Hongrois contre l‘Eglise roumaine, 1916-1918, în "Revue de Transylvanie", VII-IX, 1941-1943, p. 210-250.
- Problema universală. Discurs rostit în Adunarea deputaților, Cernăuți, 1923, 56 p.
- Reforma învățământului superior, Cernăuți, 1935, 71 p.

## Vezi și
- Dicționarul teologilor români - Romulus Cândea
- Who‘s Who - Romulus Cândea Arhivat în 23 aprilie 2012, la Wayback Machine.